# Q-anàleg
En matemàtiques, un q-anàleg d'un teorema, identitat o expressió és una generalització que implica un nou paràmetre q que retorna el teorema, identitat o expressió original en el límit com a q → 1. Normalment, els matemàtics estan interessats en els anàlegs q que sorgeixen de manera natural, en lloc d'inventar arbitràriament anàlegs q de resultats coneguts. El primer q -analògic estudiat amb detall és la sèrie hipergeomètrica bàsica, que es va introduir al segle XIX.
Els analògics q s'estudien amb més freqüència en els camps matemàtics de la combinatòria i les funcions especials. En aquests paràmetres, el límit q → 1 és sovint formal, ja que q sovint té valors discrets (per exemple, pot representar una potència primer). Els q -analògics troben aplicacions en diverses àrees, incloent l'estudi de fractals i mesures multifractals, i expressions per a l'entropia de sistemes dinàmics caòtics. La relació amb els fractals i els sistemes dinàmics resulta del fet que molts patrons fractals tenen les simetries dels grups fucsians en general (vegeu, per exemple, les perles d'Indra i la junta apol·línica) i el grup modular en particular. La connexió passa per la geometria hiperbòlica i la teoria ergòdica, on les integrals el·líptiques i les formes modulars tenen un paper destacat; les sèries q estan estretament relacionades amb les integrals el·líptiques.
Els anàlegs q també apareixen en l'estudi dels grups quàntics i en les superàlgebres q-deformades. La connexió aquí és similar, ja que gran part de la teoria de cordes s'estableix en el llenguatge de les superfícies de Riemann, donant lloc a connexions a corbes el·líptiques, que al seu torn es relacionen amb la sèrie q.

## Teoriaq"clàssica".
La teoria q clàssica comença amb els anàlegs q dels nombres enters no negatius. La igualtat
{\displaystyle \lim _{q\rightarrow 1}{\frac {1-q^{n}}{1-q}}=n}
suggereix que definim l'analògic q de n, també conegut com a parèntesi q o nombre q de n, com a
{\displaystyle [n]_{q}={\frac {1-q^{n}}{1-q}}=1+q+q^{2}+\ldots +q^{n-1}.}
Per si mateixa, l'elecció d'aquest q -analògic particular entre les moltes opcions possibles no és motivada. Tanmateix, apareix de manera natural en diversos contextos. Per exemple, havent decidit utilitzar [ n ] q com a q -analògic de n, es pot definir el q-analògic del factorial, conegut com a q-factorial, per
{\displaystyle {\begin{aligned}\,[n]_{q}!&=[1]_{q}\cdot [2]_{q}\cdots [n-1]_{q}\cdot [n]_{q}\\[6pt]&={\frac {1-q}{1-q}}\cdot {\frac {1-q^{2}}{1-q}}\cdots {\frac {1-q^{n-1}}{1-q}}\cdot {\frac {1-q^{n}}{1-q}}\\[6pt]&=1\cdot (1+q)\cdots (1+q+\cdots +q^{n-2})\cdot (1+q+\cdots +q^{n-1}).\end{aligned}}}
Aquest q -analògic apareix naturalment en diversos contextos. Notablement, mentre que n ! compta el nombre de permutacions de longitud n, [n]q ! compta les permutacions mentre fa un seguiment del nombre d'inversions. És a dir, si inv( w ) denota el nombre d'inversions de la permutació w i Sn indica el conjunt de permutacions de longitud n, tenim
{\displaystyle \sum _{w\in S_{n}}q^{{\text{inv}}(w)}=[n]_{q}!.}
En particular, es recupera el factorial habitual prenent el límit com {\displaystyle q\rightarrow 1}.
El factor q també té una definició concisa en termes del símbol q-Pochhammer, un element bàsic de totes les teories q :
{\displaystyle [n]_{q}!={\frac {(q;q)_{n}}{(1-q)^{n}}}.}
A partir dels q -factorials, es pot passar a definir els q-coeficients binomials, també coneguts com a coeficients gaussians, polinomis gaussians o coeficients binomials gaussians :
{\displaystyle {\binom {n}{k}}_{q}={\frac {[n]_{q}!}{[n-k]_{q}![k]_{q}!}}.}
L'exponencial q es defineix com a:
{\displaystyle e_{q}(x)=\sum _{n=0}^{\infty }{\frac {x^{n}}{[n]_{q}!}}.}
En aquest context s'han definit les funcions q-trigonomètriques, juntament amb una transformada q-Fourier.

## Aplicacions a les ciències físiques
Els anàlegs q es troben sovint en solucions exactes de problemes de molts cossos. En aquests casos, el límit q → 1 normalment correspon a dinàmiques relativament simples, per exemple, sense interaccions no lineals, mentre que q < 1 dóna una visió del complex règim no lineal amb retroalimentació.
Un exemple de la física atòmica és el model de creació de condensat molecular a partir d'un gas atòmic fermiònic ultra fred durant un escombrat d'un camp magnètic extern a través de la ressonància de Feshbach. Aquest procés es descriu mitjançant un model amb una versió q -deformada de l'àlgebra SU(2) d'operadors, i la seva solució es descriu mitjançant distribucions binomials i exponencials q -deformades.